# Пудроль
Пудроль — деревня в Горском сельском поселении Тихвинского района Ленинградской области.

## История
Деревня Пудриля упоминается на «Специальной карте западной части России» Ф. Ф. Шуберта 1844 года.

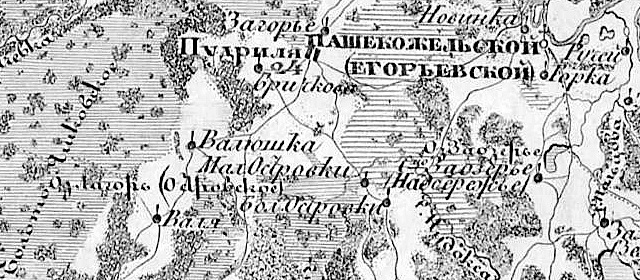
Деревня Пудриля из 24 дворов на семитопографической карте Новгородской губернии 1847 года

ПУДРОЛЬ (ПУДРИЛЯ) — деревня Пудрольского общества, Пашекожельского прихода. 

Крестьянских дворов — 24. Строений — 57, в том числе жилых — 42.

Число жителей по семейным спискам 1879 г.: 70 м. п., 65 ж. п.; по приходским сведениям 1879 г.: 65 м. п., 58 ж. п.

В конце XIX века деревня относилась к Новинской волости 2-го стана, в начале XX века — к Новинской волости 1-го земского участка 1-го стана Тихвинского уезда Новгородской губернии.

ПУДРОЛЬ — деревня Пудрольского общества, дворов — 30, жилых домов — 46, число жителей: 79 м. п., 76 ж. п.

Занятия жителей — земледелие, лесные заработки. Часовня, земская школа, хлебозапасный магазин, лавка, смежна с деревней Загорье. (1910 год)

С 1917 по 1918 год деревня Пудроль входила в состав Новинской волости Тихвинского уезда Новгородской губернии.
С 1918 года в составе Череповецкой губернии.
С 1924 года в составе Прогальской волости.
С 1927 года в составе Новинского сельсовета Тихвинского района.
В 1928 году население деревни Пудроль составляло 185 человек.
Согласно карте Ленинградской области Северо-западного аэрогеодезического треста ГГУ издания 1932 года деревня насчитывала 20 крестьянских дворов.
По данным 1933 года деревня Пудроль входила в состав Новинского сельсовета.
В 1961 году население деревни Пудроль составляло 61 человек.
С 1963 года в составе Горского сельсовета.
По данным 1966, 1973 и 1990 годов деревня Пудроль также входила в состав Горского сельсовета.
В 1997 году в деревне Пудроль Горской волости проживали 17 человек, в 2002 году — 24 человека (русские — 96 %).
В 2007 году в деревне Пудроль Горского СП проживали 28 человек, в 2010 году — 16.

## География
Деревня расположена в западной части района на автодороге 41К-900 (подъезд к д. Пудроль).
Расстояние до административного центра поселения — 5 км.
Расстояние до ближайшей железнодорожной станции Тихвин — 28,5 км.
К югу от деревни протекает река Нудокса. К востоку от деревни находится Пудрольское болото.

## Демография
| 1879 | 1910 | 1928 | 1961 | 1997 | 2002 | 2007 |
| ---- | ---- | ---- | ---- | ---- | ---- | ---- |
| 135  | ↗155 | ↗185 | ↘61  | ↘17  | ↗24  | ↗28  |
| 2010 | 2017 |      |      |      |      |      |
| ↘16  | ↗37  |      |      |      |      |      |

### Национальный состав
Согласно данным Всероссийской переписи населения 2021 года в деревне проживали 42 человека, из них:
 русские — 33, киргизы — 4, молдаване — 3, армяне — 1, таджики — 1  человек.

## Улицы
Загорье, Центральная.